# Manakin à cuisses jaunes
Dixiphia mentalis
Espèce
Statut de conservation UICN

 LC  : Préoccupation mineure
Synonymes
- Pipra mentalis

Le Manakin à cuisses jaunes (Dixiphia mentalis) est une espèce de passereaux de la famille des pipridés. 

## Distribution

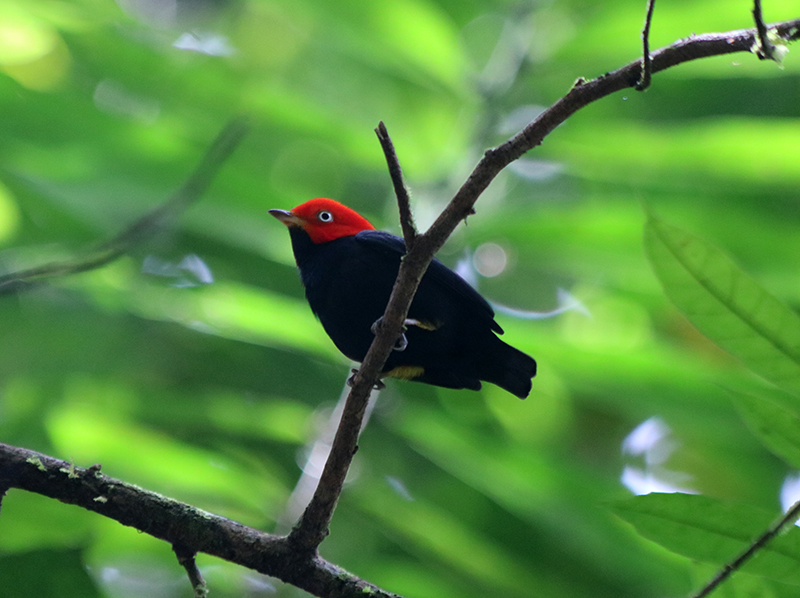

Cet oiseau vit au Mexique, en Amérique centrale (Belize, Costa Rica, Guatemala, Honduras, Nicaragua, Panamá), au nord de l'Amérique du Sud (Équateur, Colombie) et Brésil (en Amazonie).

## Habitat
Son habitat naturel est la forêt tropicale ou subtropicale humide.

## Nom vernaculaire

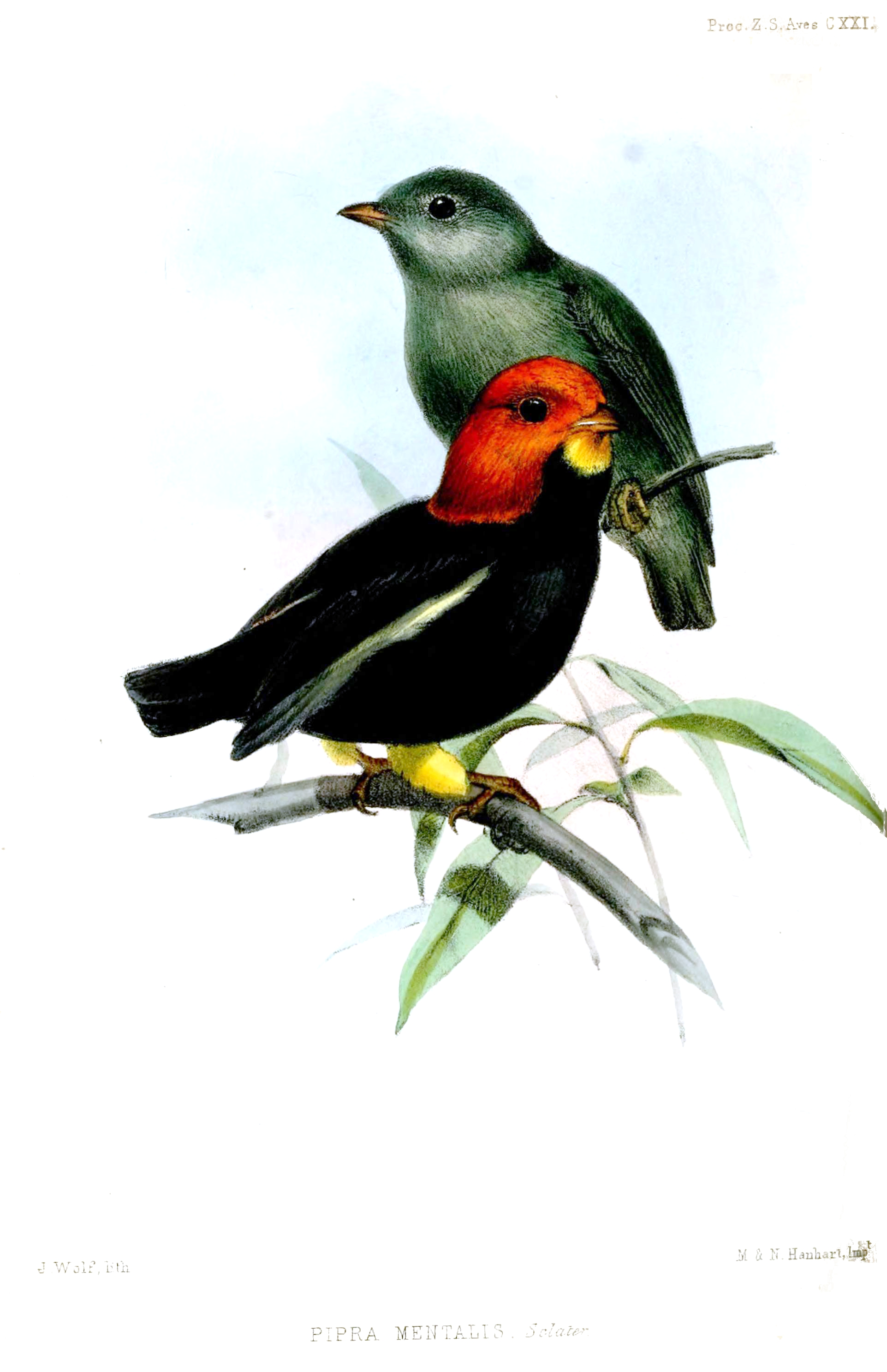
Dessin représentant Dixiphia mentalis, par Joseph Wolf, tiré des actes de la Zoological Society of London en 1856.

Cette espèce tire son nom français de la couleur jaune de ses pattes. La couleur rouge de sa tête lui donne aussi son nom dans d'autres langues telles que l'anglais (Red-capped Manakin) ou l'espagnol (Manaquín cabeza roja) ; il ne doit cependant pas être confondu avec le manakin à tête rouge (Dixiphia rubrocapilla, Red-headed Manakin), qui est une espèce distincte.

## Parade nuptiale
Cet oiseau est probablement plus connu pour la parade nuptiale de son mâle, au cours de laquelle il marche rapidement à reculons sur une branche, d'une manière qui rappelle le moonwalk,,,, un pas de danse humain.

## Sous-espèces
D'après Alan P. Peterson, cette espèce est constituée des trois sous-espèces suivantes :
- Dixiphia mentalis ignifera (Bangs, 1901) ;
- Dixiphia mentalis mentalis (P.L. Sclater, 1857) ;
- Dixiphia mentalis minor (Hartert, 1898).

## Référence taxinomique
- (en) Congrès ornithologique international : Dixiphia mentalis dans l'ordre Passeriformes (consulté le 25 mai 2015)
- (fr + en)  Avibase : Dixiphia mentalis (Sclater, 1857) (+ répartition) (consulté le 28 avril 2016)
- (en) UICN : espèce Pipra mentalis (consulté le 2 juin 2015)
- (en) Animal Diversity Web : Pipra mentalis
- (en) NCBI : Pipra mentalis (taxons inclus)
- Vidéos sur The Internet Bird Collection (IBC) : Pipra mentalis (en)